# Metamorfoză incompletă

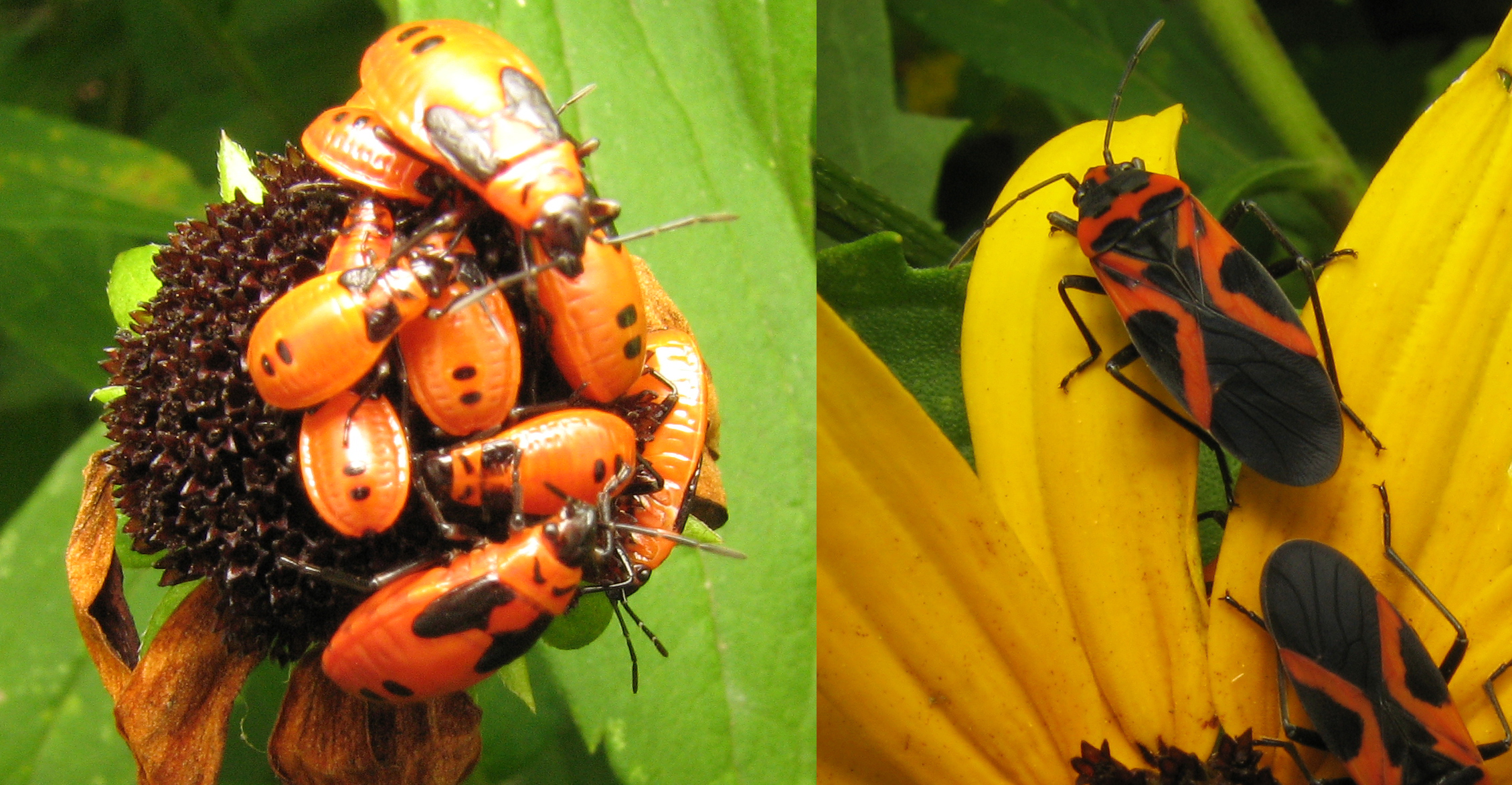
Nimfe și adulți de Lygaeus, Hemiptera

Hemimetabolism sau hemimetabolie sau metamorfoză incompletă, este un termen care descrie modul de dezvoltare al anumitor insecte care include trei stagii distincte: ou, nimfă și adult sau imago. Aceste grupuri trec prin schimbări graduale, fără a trece prin stadiul de pupă. Nimfele seamănă cu adulții dar le lipsesc aripile și organele reproductive.

## Ordine
Oridinele care trec prin metamorfoză incompletă sunt:
- Hemiptera (Coccoidea, afide, Aleyrodidae)
- Orthoptera (lăcuste și greieri)
- Mantodea (călugărițe)
- Blattaria (gândaci)
- Dermaptera (urechelnițe)
- Odonata (libelule).
- Phasmatodea
- Isoptera (termite)
- Phthiraptera (păduchi)
- Ephemeroptera
- Plecoptera

Naidele Odonata trăiesc în apă și nimfele cicadelor în subteran, în timp ce adulții sunt aerieni.